# Saitonia longicephala
Saitonia longicephala is een spinnensoort in de taxonomische indeling van de hangmatspinnen (Linyphiidae).
Het dier behoort tot het geslacht Saitonia. De wetenschappelijke naam van de soort werd voor het eerst als Araeoncus longicephalus gepubliceerd in 1988 door Kendo Saito. De spin komt voor in Japan.